# Martin Grunwald (Psychologe)
Martin Grunwald (* 1966 in Leipzig) ist ein deutscher Psychologe und seit 1996 Gründer und Leiter des Haptik-Forschungslabors am Paul-Flechsig-Institut für Hirnforschung an der Medizinischen Fakultät der Universität Leipzig.

## Werdegang
Nach dem Abitur 1984 studierte er Psychologie, Arbeitspsychologie, Biologie und Philosophie an den Universitäten Jena, Leipzig und Dresden. Von 1993 bis 1996 war er wissenschaftlicher Mitarbeiter in der Psychiatrie und 1994 Lehrer an der Europäischen Wirtschaftsakademie in Leipzig. Er promovierte 1998 mit dem Thema: Haptische Reizverarbeitung und EEG-Veränderungen. In der Zwischenzeit hatte er mehrere Forschungsstipendien. Ab 2001 hatte er auch verschiedene Forschungsaufenthalte am MIT (Boston). Er habilitierte sich 2004 mit der Arbeit: Psychophysiologische und klinisch-neuropsychologische Aspekte der haptischen Wahrnehmung.

## Wissenschaftliche Veröffentlichungen (Auswahl)
- EEG changes caused by spontaneous facial self-touch may represent emotion regulating processes and working memory maintenance
- Inducing sensory stimulation in treatment of anorexia nervosa
- Power of theta waves in the EEG of human subjects increases during recall of haptic information
- Human haptic perception is interrupted by explorative stops of milliseconds

## Lehrbücher
- Der bewegte Sinn. Grundlagen und Anwendungen zur haptischen Wahrnehmung. Birkhäuser, Basel 2001, ISBN 978-3-7643-6516-5, doi:10.1007/978-3-0348-8302-3 (gemeinsam mit Lothar Beyer).
- als Herausgeber: Human Haptic Perception. Basics and Applications. Birkhäuser, Basel u. a. 2008, ISBN 978-3-7643-7611-6, doi:10.1007/978-3-7643-7612-3 (englisch).
- Lehrbuch Haptik - Grundlagen und Anwendung in Therapie, Pflege und Medizin. Springer, Berlin, Heidelberg 2022, ISBN 978-3-662-64011-1, doi:10.1007/978-3-662-64012-8 (gemeinsam mit Stephanie Margarete Müller und Claudia Winkelmann).

## Populärwissenschaftlich
- Homo Hapticus – Warum wir ohne Tastsinn nicht leben können. Droemer Knaur, München 2017,  ISBN 978-3-426-27706-5. Online bei Springer

## Sekundärliteratur
- Elisabeth von Thadden: Zu Besuch beim Tastsinnexperten, in: dies., Die berührungslose Gesellschaft. München 2018. S. 17–28.

## Auszeichnungen
- 2018 Wissenschaftsbuch des Jahres in der Kategorie Medizin/Biologie für Homo Hapticus – Warum wir ohne Tastsinn nicht leben können.